# Crux (giornale)
Crux è un giornale on-line che si concentra su notizie relative alla Chiesa cattolica. Da settembre 2014 a marzo 2016, è stato di proprietà di The Boston Globe. Dall'aprile 2016 è di proprietà indipendente.

## Storia
Crux è stato lanciato a settembre 2014, nell'ambito di un progetto di The Boston Globe per sponsorizzare più siti Web specializzati. Con una redazione di sei persone, trattava della Chiesa cattolica, soprattutto riguardo alla Santa Sede, anche per mezzo di un corrispondente in Vaticano, e di argomenti riguardanti la vita dei cattolici negli Stati Uniti. Il suo editore associato era John Allen, un noto giornalista. Allen, tra i fondatori originali di Crux  insieme a Inés San Martín, oggi a capo della redazione romana di Crux e Shannon Levitt.
Il 31 marzo 2016, The Globe ha concluso la sua associazione con Crux, citando un fallimento nelle entrate pubblicitarie e trasferendo la proprietà del sito Web allo staff di Crux. Con Allen come nuovo editore, Crux ricevette la sponsorizzazione dai Cavalieri di Colombo e da diverse diocesi cattoliche. A maggio 2023, Allen resta l'editore.
Notiziari di Crux sono stati citati in numerosi media, tra cui The New York Times e il Washington Post . Scrivendo sulla rivista italiana L'Espresso, il giornalista Sandro Magister ha descritto Crux come "il principale portale di informazione cattolica negli Stati Uniti e forse nel mondo".